# IV
IV e четвъртият албум на рап групата Cypress Hill. Той е много различен от останалите албуми на Сайпръс и един от любимите албуми DJ Muggs. Албумът излиза през октомври 1998.
Албумът достига златен статус.
1. „Lookin' Through the Eye of a Pig“ – 4:06
2. „Checkmate“ – 3:35
3. „From the Window of My Room“ – 5:00
4. „Prelude to a Come Up“ (featuring MC Eiht) – 3:24
5. „Riot Starter“, – 4:16
6. „Audio X“ (featuring Barron Ricks) – 3:19
7. „Steel Magnolia“ (featuring Barron Ricks) – 3:30
8. „I Remember That Freak Bitch (From the Club)“ (featuring Barron Ricks) – 5:22
9. „(Goin' All Out) Nothin' to Lose“ – 3:53
10. „Tequila Sunrise“ (featuring Barron Ricks) – 4:43
11. „Dead Men Tell No Tales“ – 2:47
12. „Feature Presentation“ (featuring Barron Ricks/Chace Infinite) – 3:45
13. „Dr. Greenthumb“ – 4:24
14. „16 Men Till There's No Men Left“ – 4:20
15. „High Times“ – 4:13
16. „Clash of the Titans/Dust“ – 4:45
17. „Lightning Strikes“ – 5:54
18. „Case Closed“ – 2:00